# Acholeplasma modicum
Acholeplasma modicum è una specie di batterio, appartenente alla famiglia delle Acholeplasmataceae.